# Željko Franulović
Željko Franulović, né le 13 juin 1947 à Split en (Croatie), est un joueur de tennis croate, professionnel entre 1969 et 1983.
Après sa carrière sportive, il fut notamment directeur du Masters de Monte-Carlo entre 2005 et 2022.

## Biographie

### Carrière sportive
Spécialiste de la terre battue, il a notamment remporté le Tournoi de Monte-Carlo en 1970 puis a atteint la finale à Roland-Garros contre Jan Kodeš après avoir battu Arthur Ashe en quart (6-3, 3-6, 10-8, 4-6, 6-3), puis Cliff Richey. L'année suivante, il y atteint les demi-finales. Il a participé aux deux premières éditions du Masters en 1970 et 1971.
Passé professionnel en 1969, il totalise 9 titres sur le circuit ATP et une huitaine de tournois amateurs dont les Internationaux de Yougoslavie en 1967, 1970 et 1971.

### Reconversion
Arès sa retraite, il crée en 1984 un tournoi de tennis d'exhibition à Lausanne, l'Ebel Classic, où il parvient à réunir certains des meilleurs joueurs au monde.
En 1989, il collabore avec l'ATP en tant que représentant des joueurs, notamment concernant la réorganisation du circuit professionnel. Directeur du Masters de tennis masculin à de nombreuses reprises pendant les années 1990, il devient en 1997 responsable de l'ATP Tour Europe, basé à Monaco, avant de prendre la direction du tournoi de Monte-Carlo en 2005. Entre 2007 et 2009, il a été membre du Board of Directors.
Il fut également un temps entraîneur de l'Équipe de Croatie de Coupe Davis.
Il quitte la direction du Masters de Monte-Carlo le dimanche 17 avril 2022, à l'âge de 74 ans, après la finale remportée par le Grec Stéfanos Tsitsipás contre l'Espagnol Alejandro Davidovich Fokina.

## Parcours dans les tournois duGrand Chelem

### En simple
| Année | Open d'Australie | Open d'Australie | Internationaux de France | Internationaux de France | Wimbledon       | Wimbledon     | US Open         | US Open       | Open d'Australie | Open d'Australie |
| ----- | ---------------- | ---------------- | ------------------------ | ------------------------ | --------------- | ------------- | --------------- | ------------- | ---------------- | ---------------- |
| 1966  | —                | —                | 1er tour (1/64)          | J. Kodeš                 | —               | —             | —               | —             | n.o.             | n.o.             |
| 1967  | —                | —                | 1er tour (1/64)          | J. Couder                | 1er tour (1/64) | J. Cottrill   | —               | —             | n.o.             | n.o.             |
| 1968  | —                | —                | 1/8 de finale            | I. Țiriac                | —               | —             | 1er tour (1/64) | M. Riessen    | n.o.             | n.o.             |
| 1969  | —                | —                | 1/4 de finale            | T. Roche                 | 2e tour (1/32)  | R. Wilson     | 1er tour (1/64) | R. Emerson    | n.o.             | n.o.             |
| 1970  | —                | —                | Finale                   | J. Kodeš                 | 3e tour (1/16)  | R. Carmichael | —               | —             | n.o.             | n.o.             |
| 1971  | —                | —                | 1/2 finale               | J. Kodeš                 | 2e tour (1/32)  | C. Graebner   | 2e tour (1/32)  | T. Leonard    | n.o.             | n.o.             |
| 1972  | —                | —                | 2e tour (1/32)           | I. Fletcher              | —               | —             | —               | —             | n.o.             | n.o.             |
| 1973  | —                | —                | 2e tour (1/32)           | F. Jauffret              | —               | —             | —               | —             | n.o.             | n.o.             |
| 1974  | —                | —                | 3e tour (1/16)           | H. Solomon               | —               | —             | —               | —             | n.o.             | n.o.             |
| 1975  | —                | —                | 3e tour (1/16)           | J. Fillol                | —               | —             | 3e tour (1/16)  | A. Ashe       | n.o.             | n.o.             |
| 1976  | —                | —                | 1/8 de finale            | A. Panatta               | 2e tour (1/32)  | I. Năstase    | 3e tour (1/16)  | V. Gerulaitis | n.o.             | n.o.             |
| 1977  | —                | —                | 1er tour (1/64)          | G. Vilas                 | —               | —             | 3e tour (1/16)  | B. Walts      | —                | —                |
| 1978  | n.o.             | n.o.             | 2e tour (1/32)           | S. Birner                | —               | —             | —               | —             | —                | —                |
| 1979  | n.o.             | n.o.             | 1er tour (1/64)          | S. Smith                 | —               | —             | —               | —             | —                | —                |
| 1980  | n.o.             | n.o.             | 1er tour (1/64)          | B. Prajoux               | —               | —             | —               | —             | —                | —                |
| 1981  | n.o.             | n.o.             | 1er tour (1/64)          | T. Šmíd                  | —               | —             | —               | —             | —                | —                |
| 1982  | n.o.             | n.o.             | —                        | —                        | —               | —             | —               | —             | —                | —                |
| 1983  | n.o.             | n.o.             | 1er tour (1/64)          | M. Martínez              | —               | —             | —               | —             | —                | —                |

N.B. : à droite du résultat se trouve le nom de l'ultime adversaire.

### En double
| Année | Open d'Australie | Open d'Australie | Internationaux de France       | Internationaux de France   | Wimbledon                    | Wimbledon               | US Open                  | US Open                | Open d'Australie | Open d'Australie |
| ----- | ---------------- | ---------------- | ------------------------------ | -------------------------- | ---------------------------- | ----------------------- | ------------------------ | ---------------------- | ---------------- | ---------------- |
| 1968  | —                | —                | 2e tour (1/16) B. Jovanović    | A. Gimeno P. Gonzales      | —                            | —                       | 2e tour (1/16) L. Ayala  | M. Anderson D. Ralston | n.o.             | n.o.             |
| 1969  | —                | —                | 3e tour (1/16) B. Jovanović    | R. Emerson R. Laver        | 1er tour (1/32) L. Ayala     | T. Nowicki M. Rybarczyk | 1er tour (1/32) N. Špear | K. Rosewall Fr. Stolle | n.o.             | n.o.             |
| 1970  | —                | —                | 1/4 de finale J. Loyo Mayo     | G. Goven Fr. Jauffret      | 1er tour (1/32) J. Loyo Mayo | P. Cornejo J. Fillol    | —                        | —                      | n.o.             | n.o.             |
| 1971  | —                | —                | 1/8 de finale T. Ryan          | B. Bowrey R. Maud          | 1/4 de finale R. Maud        | Cl. Graebner T. Koch    | 1er tour (1/32) J. Kodeš | Di. Dell B. Seewagen   | n.o.             | n.o.             |
| 1972  | —                | —                | —                              | —                          | —                            | —                       | —                        | —                      | n.o.             | n.o.             |
| 1973  | —                | —                | —                              | —                          | —                            | —                       | —                        | —                      | n.o.             | n.o.             |
| 1974  | —                | —                | 1/8 de finale I. El Shafei     | D. Crealy O. Parun         | —                            | —                       | —                        | —                      | n.o.             | n.o.             |
| 1975  | —                | —                | 2e tour (1/16) O. Parun        | I. Molina J. Velasco       | —                            | —                       | —                        | —                      | n.o.             | n.o.             |
| 1976  | —                | —                | 1/8 de finale N. Pilić         | P. Dominguez Fr. Jauffret  | 2e tour (1/16) O. Parun      | V. Amritraj A. Amritraj | —                        | —                      | n.o.             | n.o.             |
| 1977  | —                | —                | 1/8 de finale N. Pilić         | Br. Gottfried R. Ramírez   | —                            | —                       | —                        | —                      | —                | —                |
| 1978  | n.o.             | n.o.             | —                              | —                          | —                            | —                       | —                        | —                      | —                | —                |
| 1979  | n.o.             | n.o.             | 2e tour (1/16) H. Gildemeister | P. Dominguez G. Moretton   | —                            | —                       | —                        | —                      | —                | —                |
| 1980  | n.o.             | n.o.             | 2e tour (1/16) A. Gómez        | W. Fibak I. Lendl          | —                            | —                       | —                        | —                      | —                | —                |
| 1981  | n.o.             | n.o.             | 2e tour (1/16) Fr. González    | P. Hjertquist S. Krulevitz | —                            | —                       | —                        | —                      | —                | —                |
| 1982  | n.o.             | n.o.             | 1er tour (1/32) M. Ostoja      | A. Maurer W. Popp          | —                            | —                       | —                        | —                      | —                | —                |

N.B. : le nom du ou de la partenaire se trouve sous le résultat ; le nom des ultimes adversaires se trouve à droite.